# Обыкновенный стеблевой сверчок
Обыкновенный стеблевой сверчок, или обыкновенный трубачик (лат. Oecanthus pellucens) — вид насекомых из подсемейства Стеблевые сверчки семейства настоящих сверчков в составе отряда прямокрылых.

## Описание
Тело удлиненное и узкое. Длина тела 9—14 мм, длина яйцеклада 6—8 мм. Усики тонкие, длиннее тела. Окраска тела светло-зеленого цвета, по брюшку снизу проходит продольная чёрная полоса. Надкрылья прозрачные, короче крыльев. Крылья в покое сложены плоско на спине. Они почти целиком заняты звуковым аппаратом. Самки имеют длинный яйцеклад, расширенный на своей вершине.

## Ареал
Трубачик обыкновенный обитает в степях европейской части России и Украины, в Крыму, на Кавказе и в Закавказье, в Северо-Западном Казахстане и на юге Западной Сибири, Китае, Японии.

## Биология
Имаго встречаются с августа по сентябрь. В жаркие часы дня насекомые прячутся под листьями. Призывное стрекотание самцов раздается вечером и ночью. Трубачики часто лазают по невысоким кустарникам, по высоким стеблям растений, полыни, зонтичных растений. Фитофаги.
Самки надрезают острыми створками своего яйцеклада стебли растений и откладывают на них яйца группами по 2—4 штуки; при этом часть стебля выше надреза засыхает. Яйца цилиндрической формы, желтоватого цвета, до 3 мм в длину. Зимует яйцо. Личинки появляются из яиц в начале июля.

## Экономическое значение
Причиняет вред при яйцекладке, повреждая побеги на виноградниках и табачных плантациях. В отдельные годы при массовом появлении наносит серьезный вред виноградникам.

## Подвиды
- Oecanthus pellucens calinensis  Jannone, 1936
- Oecanthus pellucens pellucens  (Scopoli, 1763)

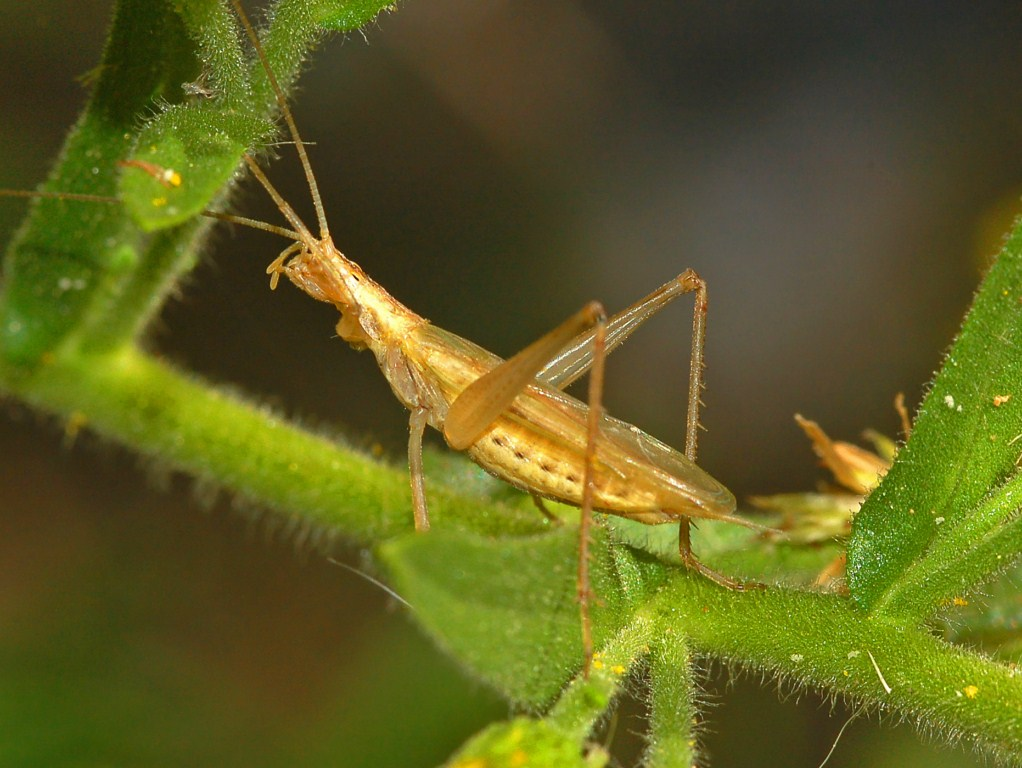
Самец Oecanthus pellucens
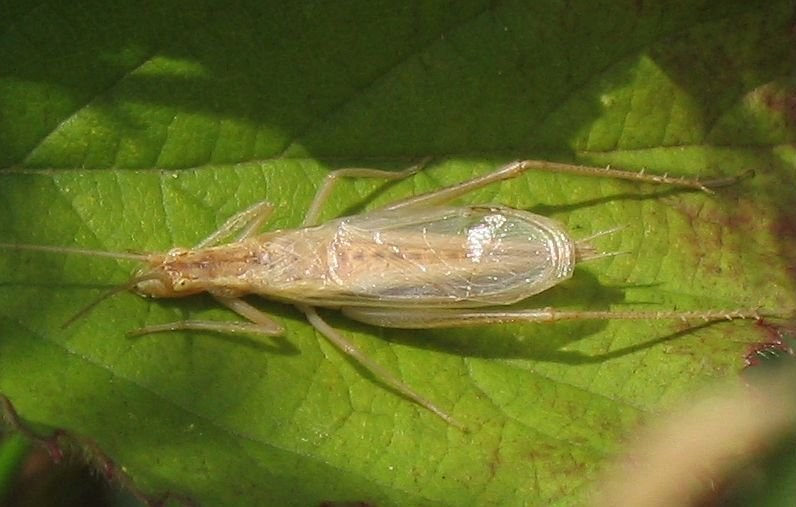
Самец Oecanthus pellucens
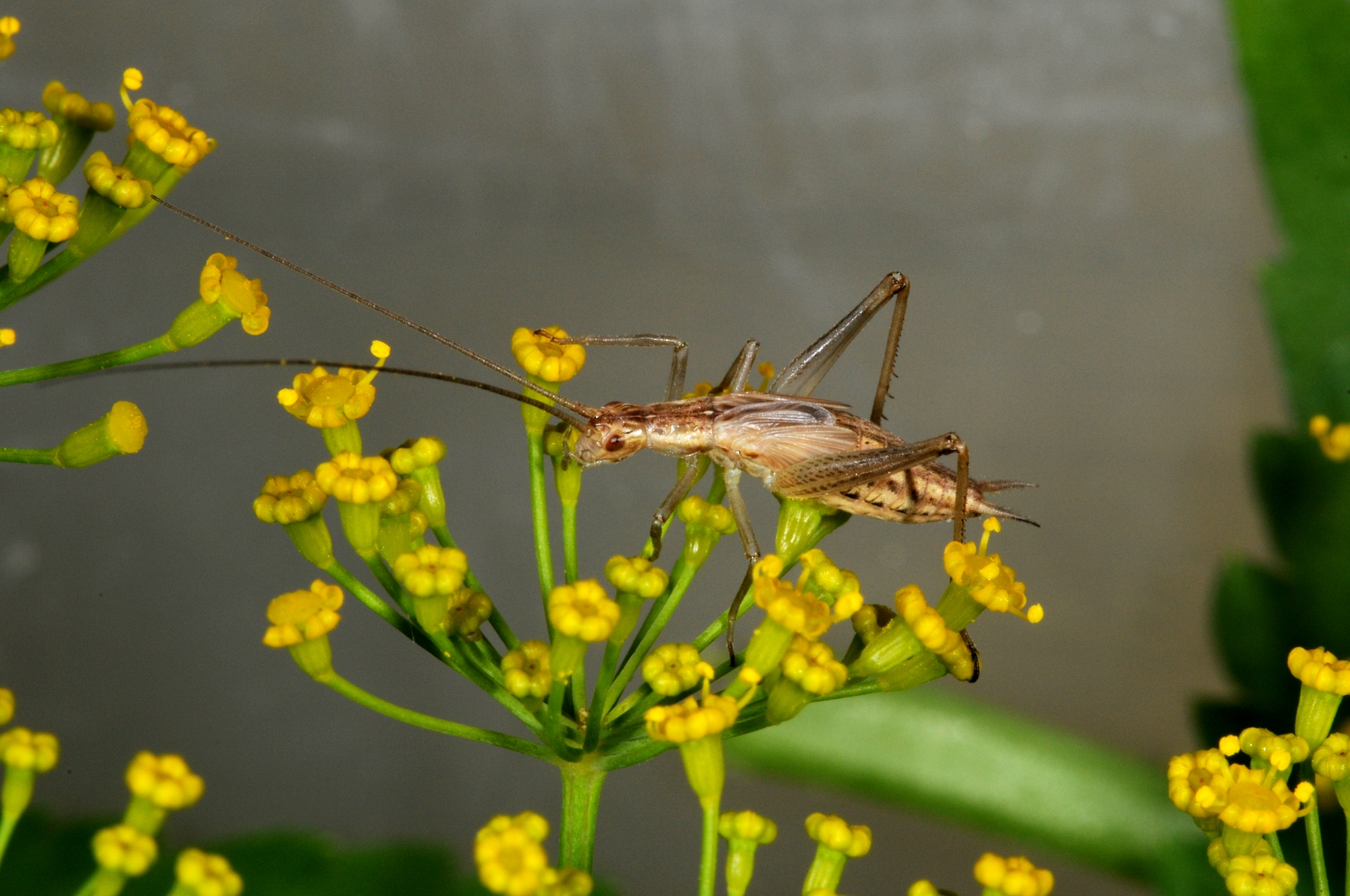
Самка Oecanthus pellucens
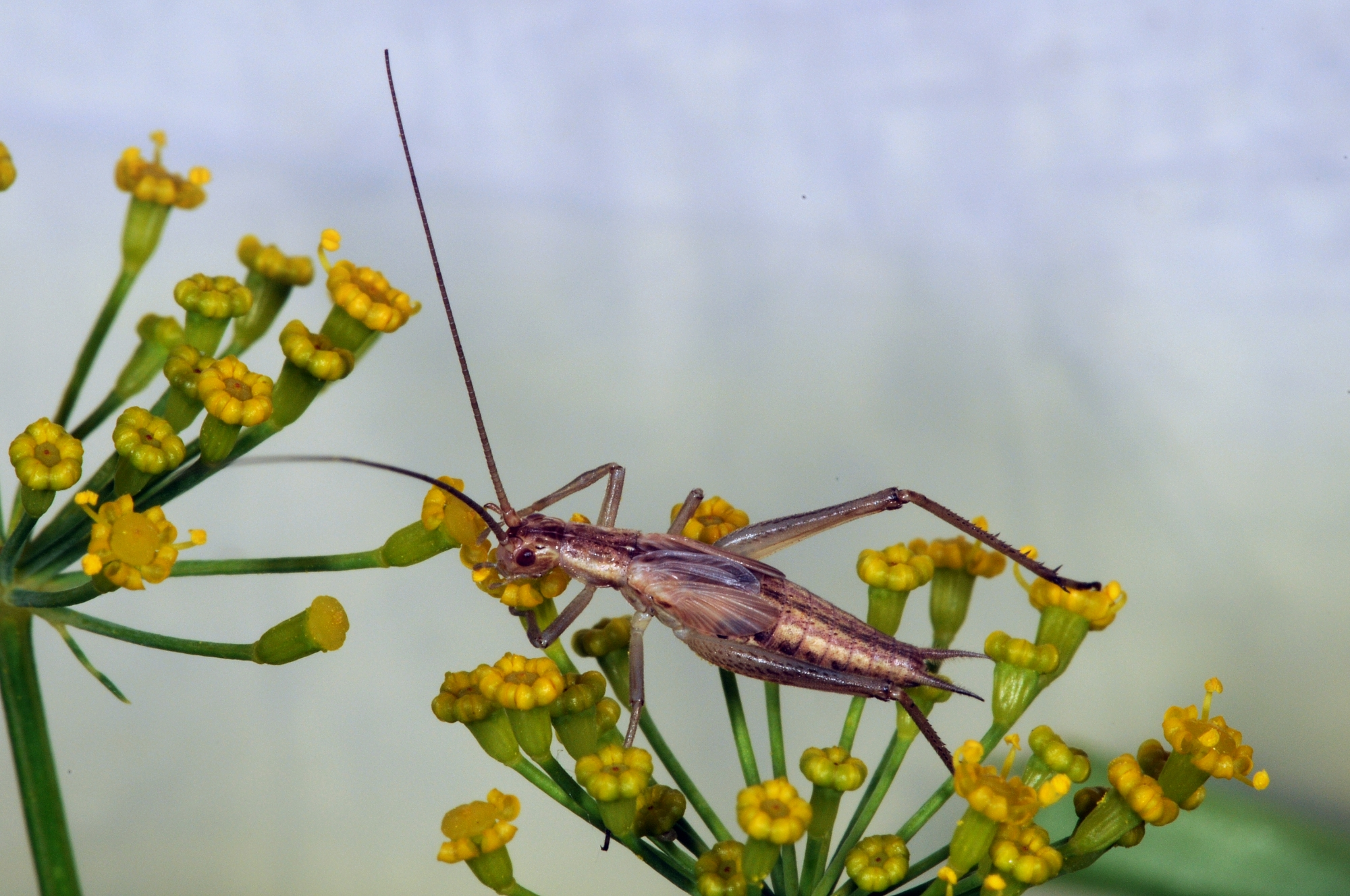
Самка Oecanthus pellucens